# Emfyseem
Emfyseem is in de geneeskunde een toestand waarin de longen sterker uitgerekt zijn dan normaal terwijl de interne microstructuur ervan, in de vorm van de longblaasjes en de fijne tussenschotjes daartussen, deels verloren is gegaan zonder dat er duidelijke longfibrose is opgetreden.
De interalveolaire septumruptuur leidt tot significante vervormingen van de longarchitectuur, die belangrijke functionele gevolgen hebben.

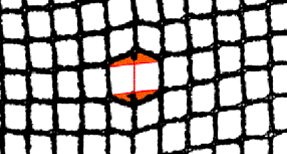
Een tweedimensionaal model voor het begrijpen van de zuivere mechanische gevolgen van septumruptuur.
Zie de microstructuur als een elastisch net dat opgespannen is op een beperkt oppervlak. In rood weergegeven is de extra ruimte van de nieuwe holte na septumbreuk. De gezonde mazen (alveoli) hebben per saldo minder oppervlak.

De belangrijkste mechanische consequentie van septumbreuk is dat de resulterende holte groter is dan de som van de twee alveolaire ruimtes (zie zijkant figuur). Als gevolg van het ontbreken van mechanische ondersteuning van de gebroken septa wordt de elastische terugslag van de longen vergroot door deze nieuwe ruimte, noodzakelijkerwijs op kosten van het omringende gezonde parenchym.
Hierdoor is:
- het totale gaswisselingsoppervlak verminderd;
- het capillaire vaatbed verkleind (waardoor de rechterkamer van het hart op den duur in moeilijkheden kan komen);
- de luchtinhoud van de longen verhoogd;
- de elasticiteit van de long verminderd; en de
- maximale uitademingssnelheid verlaagd.

Dit heeft gevolgen voor de patiënt, die sneller kortademig wordt en een grote, tonvormige borstkas ontwikkelt die permanent in de inademingsstand staat. In het eindstadium van de ziekte is de patiënt permanent benauwd, zelfs in rust.
Roken is zonder enige twijfel (in 95% van de gevallen) de belangrijkste oorzaak van emfyseem, maar ook het langdurig roken van crack en slecht behandelde astma kan uiteindelijk tot deze toestand leiden, evenals een aantal andere afwijkingen zoals genetische defecten in een aantal enzymen, zoals alfa-1-antitrypsine, maar ook bij aandoeningen zoals cutis laxa en het syndroom van Marfan.
Ook bepaalde beroepen kunnen een beïnvloedende factor zijn, zoals glasblazer, trompettist en kapper -vanwege het gebruik van haarproducten.
'Zuiver' emfyseem is zeldzaam; er komt vaak nog een chronische bronchitis en/of astma bij. Deze combinaties worden wel onder het spectrum van COPD (chronic obstructive pulmonary disease) ondergebracht en in het verleden in Nederland ook wel CARA genoemd (chronische aspecifieke respiratoire aandoeningen). De term CARA wordt niet meer officieel gebruikt.
Emfyseem is onomkeerbaar en neigt tot verergering, zeker als de patiënt niet stopt met roken. Genezing is niet mogelijk. Behandeling (met luchtwegverwijders, antibiotica bij infectie, onderdrukking van de ontstekingsreacties van de luchtwegen en uiteindelijk met permanente zuurstoftoediening) is maar beperkt effectief. Emfyseem is een van de belangrijke, meestal vermijdbare, oorzaken van invaliditeit, met name bij mensen boven de 45 jaar.
De medische term emfyseem  is voor het eerst als emphysema beschreven in 1824 als ziektekundig verschijnsel. Het woord betekent zwelling, en is afkomstig van het modern Latijnse woord emphysema, dat ontleend is aan het Griekse woord emphusema, dat het inblazen of opblazen betekent, van het werkwoord  en (in)+phusao (ik blaas); het is een klanknabootsend woord.